# Fidanzati
Fidanzati è un album del cantante italiano Mauro Nardi del 1984 contenente 10 brani in lingua napoletana.

## Tracce
1. Fidanzati – 5:19
2. Pe n'avventura – 4:21
3. L'orologio – 3:14
4. Il treno – 2:46
5. Curaggio ammore mio – 3:20
6. Noi innamorati – 3:30
7. Quanta ricordi – 3:58
8. Si perdo a te – 3:19
9. Invece voglio a te – 3:48
10. Pe te fa nnammura' – 3:40